# 布盧卡斯特 (印第安納州)
布盧卡斯特（英語：Bluecast）是位於美國印地安納州艾倫縣的一個非建制地區。該地的面積和人口皆未知。

## 地理
布盧卡斯特的座標為41°09′15″N 84°52′10″W / 41.15417°N 84.86944°W，而該地的平均海拔高度為228米（即748英尺）。